# バルカン人
バルカン人（バルカンじん）またはヴァルカン人（ヴァルカンじん、英: Vulcan）は、アメリカのSFテレビドラマ・映画『スタートレック』シリーズに登場する、架空の種族（異星人）である。母星はバルカン（ヴァルカン）。

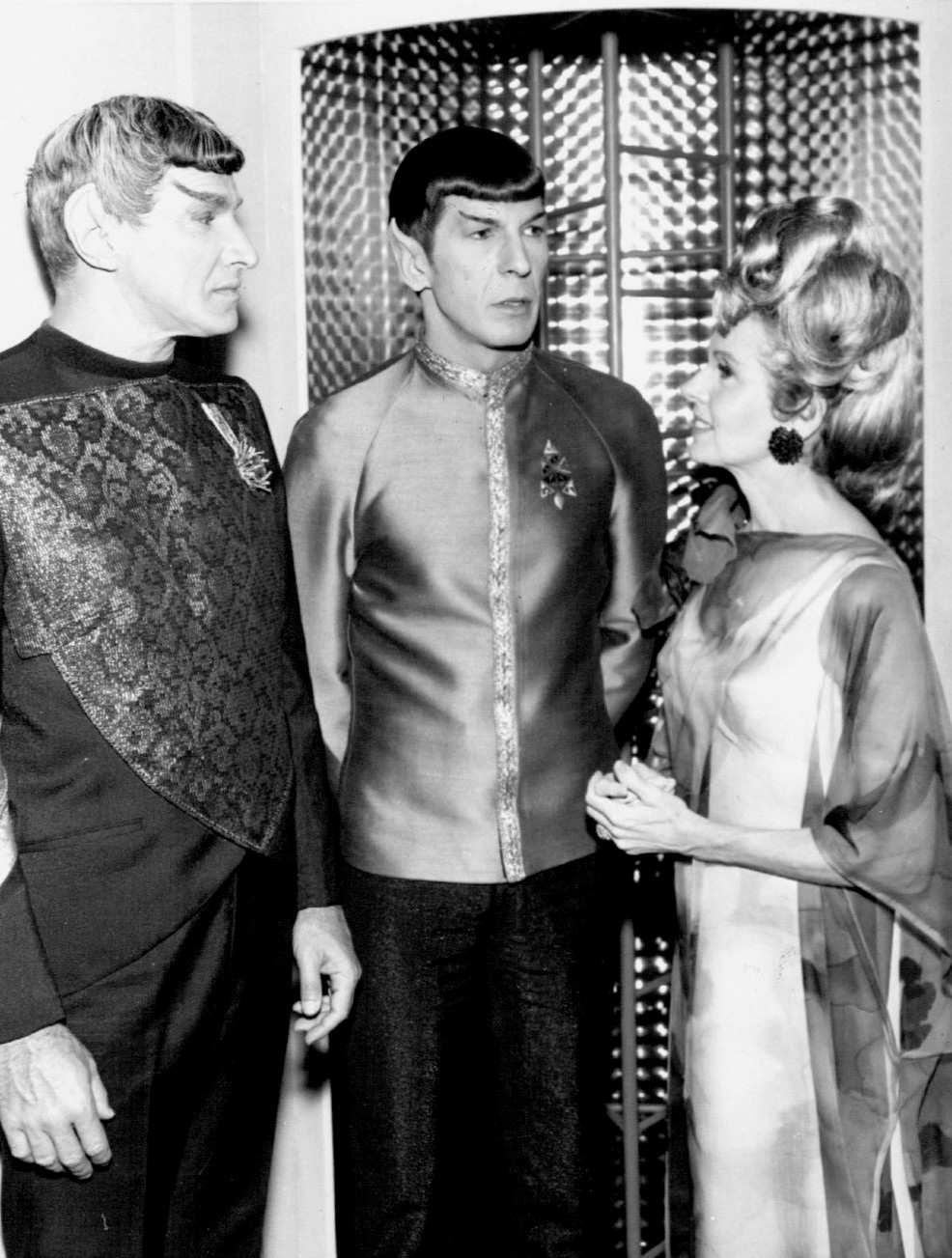
バルカン人であるスポック（中央）とその父サレク（左）および母アマンダ（右）1968

## 概要
『スタートレック』全シリーズを通じて登場する「徹底した論理的思考と無感情」が特徴の異星人で、地球人と最も友好的な種族のひとつ。血気盛んに描かれる地球人の女房役のような立ち位置の異星人。自他ともに「感情はない」と言うものの、太古には地球人とは比較にならないほどの粗暴さと激しい気性を持っていた。しかし哲学者スラクの教えと厳しい修行によって感情を抑え込み、氷のような冷静さと論理的思考の化身となる（この気性の激しさ継承した種族が狡猾な悪役として描かれるロミュラン人である）。
全シリーズを通して、地球人とよく意見が相違するものの決して敵対することはなく、信頼のおける種族である。主要登場人物としては『宇宙大作戦（TOS）』及び『スタートレック:ストレンジ・ニュー・ワールド（SNW）』のスポック（バルカン人と地球人のハーフ）を筆頭に、『スタートレック:ヴォイジャー（VOY）』のトゥヴォック、『スタートレック:エンタープライズ（ENT）』のトゥポルが挙げられる。その他サブレギュラーやモブにも登場が多い。
2063年4月5日、ワープ航行に成功した地球人ゼフラム・コクレーンがファーストコンタクトを果たした異星人であり、これは公式な地球人初の異星人との接触となる。（劇場版第8作『スタートレック ファーストコンタクト』）
恒星間航行を習得した地球人の先輩格にあたる種族で、技術的な成熟過程にあった人類に精神的な成熟を要求し、恒星間航行を2151年まで差し止めた歴史もある。2150年代までは地球人とは敵対しないまでも関係が良好とは言えず、アンドリア人とも明確に敵対するが、エンタープライズ NX-01のジョナサン・アーチャー船長の仲介もあり、地球・アンドリアとも関係が徐々に軟化、2161年には地球、アンドリア、テラライトとともに惑星連邦を設立するに至る。（ENT）
ダイリチウムの枯渇が深刻化した31世紀には惑星連邦を脱退し、バルカン星は「ニバー」と改名される。ただし気難しい性質は変わらないものの地球人に対して敵対することはなく、U.S.S.ディスカバリーのマイケル・バーナム船長やサルー副長らの尽力で暫定的に連邦に復帰する。（『スタートレック:ディスカバリー（DSC）』）

## 身体的特徴
尖った耳・釣りあがった細い眉毛・つむじからまっすぐに伸びた髪型・細身の体形などが外見上の特徴であり、高い知性を有するヒューマノイド、論理的で自制心が非常に強いという特徴で描かれている。寿命は地球年で200年である。
ベタゾイド人ほど強力ではないが、長く種族間で磨き上げたテレパシー能力があり、触れた相手と精神的にも接触することができ、使い方によっては気絶させる事も出来る。心臓が地球人と逆の位置にあり、血液が銅を元とする緑色で、母星は大気が地球より希薄な上、高重力に適応しているために強靭な身体機能（筋力、瞬発力は人間の三倍とされている）を持っている。砂漠地帯に注ぐ強い日差しから目を守るためにまぶたは二重になっており、地球人なら失明してしまうほどの強烈な光にも耐えることがある。
感情的な反応を強力な自制心で押さえ込むことを強い信条としており、論理的であることを尊ぶ。論理的であるが非情ではなく、人類のことは感情的で未成熟な種族と見なすことも多い半面、活力に溢れた魅力的な種族とみなすこともある。論理的でない相手・事象には「非論理的だ」というのが有名である。また、片眉を吊り上げて否定的驚きを表すこともあり、スポックが頻繁に見せる。儀式による精神性の追求を行い、宇宙探査も彼等にしてみれば、他種族との交流によって自らの精神性を高める修行のひとつであるようだ。また、歳を重ねることも、経験によりさらに高次な論理的精神を有することができると考え、人間のように加齢に対する嫌悪感は全くなく、寧ろ肯定的に捉えている。

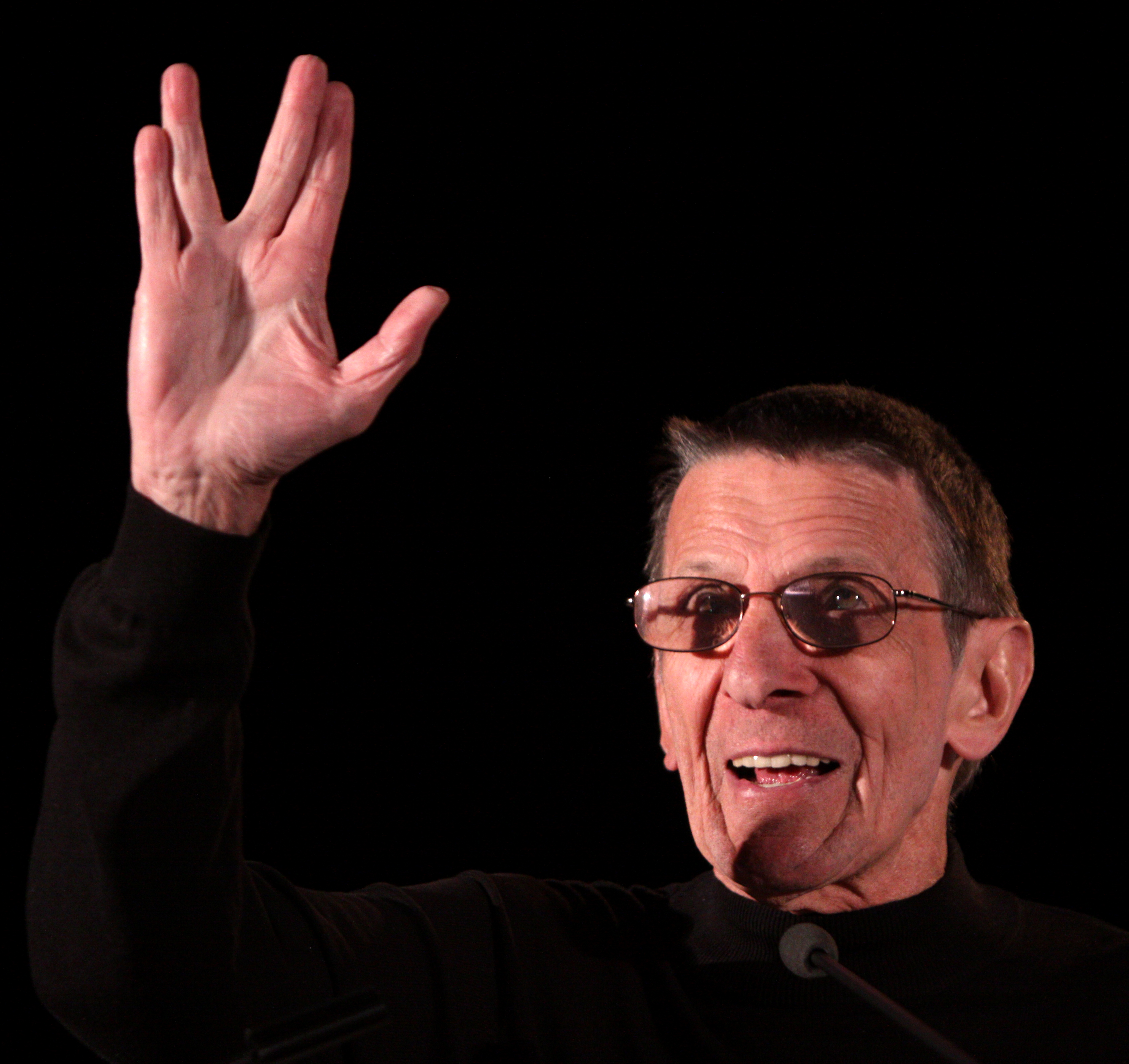
レナード・ニモイによるヴァルカン・サリュート

人指し指と中指、また薬指と小指をそれぞれくっ付け、中指と薬指の間と親指を開いて、相手に掌を見せつつ、「長寿と繁栄を」"Live long and prosper"と言うバルカン式挨拶（バルカン・サリュート"🖖"）は有名で、スタートレックファンの間で広く知られるが、しばしば他のSF作品などの中でも、パロディとして登場している。
さらにバルカン神経掴み（Vulcan nerve pinch）と呼ばれる、首の付け根の辺りを強く掴んで神経を圧迫することで相手を気絶させる攻撃ができる。この技はヒューマノイド型であれば種族は問わず有効である（ただしボーグは例外）。戦闘を好まないバルカン人にとっては、やむをえない時にのみ使用するようだ。このバルカン神経掴みは非常に強い握力と繊細な指先の感覚が必要であり、他種族では習得が難しい。
ポンファーと呼ばれる7年毎の発情期があり、本来感情を抑制することを尊ぶバルカン人にとっては、自己嫌悪や屈辱的な気分に襲われることもあるようだが、それ以上に身を焦すような焦燥感を含む苦痛を味わい、生殖活動（精神的な接触も含まれるようだ）を行わないと、苦しみの内に死ぬ事もある。このため7歳の時に婚姻した相手と交わるか、船内娯楽設備のホロデッキと呼ばれるバーチャルリアリティで性的な葛藤を処理することになるが、特定の異性に熱烈に迫る傾向が強過ぎて、ホロデッキで処理することができない場合もある。また、クナット・カリフィーと呼ばれる決闘でも発情を収めることができる（これは主に婚姻に異議のある者との配偶者を取り合う死闘である）。この期間のバルカン人は感情的で少々危険ですらある。なおこの期間が過ぎれば（多少の自己嫌悪は残るものの）元に戻る。

## シリーズ中でのバルカン人（ヴァルカン人）の描写
『スタートレック』シリーズの世界では、その論理的な判断力や学究的姿勢が要職や宇宙艦隊の科学士官に打って付けという暗黙の了解もあるらしい。ジェームズ・T・カーク船長と科学士官スポックのコンビ（TOS）は有名だが、これもジョナサン・アーチャー船長と科学士官/副司令官のトゥポルという前例があってこそ、という説が出ている。精力的で機知に富む地球人と精神性と論理を尊ぶバルカン人の組み合わせは、興味深い相互作用効果を生むようだ。
元来、バルカン人は感情的な部分を強く持っており、非常に好戦的ですらあった。しかし哲学者スラクの提唱したイディック（Idic）という思想に基いて、テレパシーを用いた精神融合により感情をコントロールする術を学んだとされる。血気盛んな青年期には感情が暴走する傾向も強いため、このイディックを学ぶ事が必須とされ、論理を否定する者にはバルカン・マスターと呼ばれる長老的人物がイディックを教えることになる（VOYのトゥヴォックもこの経験がある）。また、高齢になるとベンダイ症候群という病気（バルカン人の加齢による一種の精神障害）等によって、感情の抑制が効かなくなることもある。
この生来の感情の強さは地球人のそれよりも遥かに強烈な物で、U.S.S.エンタープライズ NCC-1701-Dのジャン＝リュック・ピカード艦長は、惑星間平和調停の最中にベンダイ症候群で感情の抑制が効かなく成り始めていたバルカン大使サレク（スポックの父）の感情を抑えるべく、イディックの真髄とも言える精神融合を行い、そのあまりに強烈な感情に翻弄され、危うく人格を破壊される寸前にまで追い込まれた。無事で済んだのはピカードが長年の訓練によって習得した自己抑制の結果であって、普通の人間なら、あまりの感情の強さに死に至る危険のある行為ですらあった。（TNG）
なお、このイディックに不信を抱き、バルカン人と袂を別ったのが、後のロミュラン人とされている。スポックがロミュランとバルカンの再統一を目指した活動を24世紀に行った後、3189年までには”ニバー”として再統一がされている。（DSCシーズン3）
バルカン人は、自室でも瞑想（日本の座禅と考え方が近い）や、カルトーという一種のパズルなど論理的思考力を養うゲーム等をしている。また、精神融合をするにもこの瞑想をして精神をより研ぎ澄まさなければならない（精神融合が諸刃の剣のため）。バルカンの精神修養法は他種族も行うことができる。『スタートレック:ピカード（PIC）』シーズン1第9話では、人工生命のスートラも精神融合を行っており、精神融合はバルカン人に限られた技ではないが、地球人に精神融合ができるかどうかの描写は無い。作品内で精神融合は精神修養の他、言語を持たない知的生命体との意思疎通や他者から情報を強制的に引き出す用途にも用いられている。精神修養の一環で武術を行うものも多く、トゥボックは弓術の達人でもあり、サレクは襲い掛かってきたテラライト人大使を苦も無く弾き飛ばす。
バルカン人の中には感情を開放すべき、または感情を抑制せずに論理との調和を求めるべきと考える者達も存在するが、彼らは多数のバルカン人から異端として扱われている。しかし、後にバルカンの精神修養で重要となる精神融合を古代の文献から再発見したのは彼ら異端派である。また逆に、バルカンの論理を守るために惑星連邦からの脱退を求める一派も存在する。

## 代表的なバルカン人（ヴァルカン人）
- スポック（TOS、劇場版第1作～6作、第11作、TNG、DIS、SNW）
- サレク
- トゥヴォック（VOY）
- トゥポル（ENT）
- トゥプリング（TOS、SNW）
  - TOS第34話「バルカン星人の秘密」に登場するスポックの婚約者。SNWでは、婚約に至る経緯や彼女が犯罪者更生の仕事をしていること等が描かれている。
- ソヴァル（ENT）
  - 22世紀中頃の在地球バルカン大使。若い頃は軍の事務官だった。地球人を野蛮で未熟な種族と看做しており、ディープスペースへの進出を妨害していた。ジョナサン・アーチャー大佐が指揮する地球連合の宇宙艦エンタープライズ NX-01の進宙にも反対していたが、バルカン・アンドリア間の領域紛争において、アーチャー大佐が公正な立場を崩さずに仲介役を見事にこなして見せると、地球人への見方を少し変化させ始める。ズィンディ危機に際してエンタープライズNX-01がデルフィック領域の拡大を阻止した事実を知ると、地球人のディープスペース進出に反対していた自身の判断は間違いだったと認めた上で、「放置していたらバルカンも領域に飲み込まれていた、ありがとう」と言ってアーチャー大佐に握手を求めた（当時のバルカン人にとって握手は不快な行為）。2154年に在バルカン地球大使館で発生した爆弾テロ事件において、地球連合宇宙艦隊のマクスウェル・フォレスト提督がソヴァルを庇って命を落とした。これ以降、ソヴァルは親地球派の立場を明確に示すようになる。地球人から見れば高圧的なバルカン人の代表のような人物であるが、実は情に厚く地球人にも親近感を抱いており、職務遂行のためにそれらの感情を押し殺していた。また、生まれつき精神融合を行なう事が出来る融合者でもある。
- ヴラス（ENT）
  - 22世紀中頃のバルカン政府の行政長官。ロミュランと内通しておりバルカンを弱体化させるため、スラクの教えを捻じ曲げ不寛容で偏狭な社会を作り上げてきた。2154年の革命で失脚。
- クヴァック（ENT）
  - 22世紀中頃のバルカン政府の大臣。ヴラスの政策に疑問を持ち、対立していた。2154年の革命でヴラスが失脚するとバルカン政府の中心的人物となり、以降は地球に不当な干渉を行なわない方針を打ち出した。
- トゥパウ（ENT）
  - 22世紀中頃の反政府活動家。真のスラクの教えを信奉するシラナイトの構成員で、ヴラス率いるバルカン政府から弾圧を受けていた。2154年の革命後、ヴラス政権も終了、その後トゥパウが新たな最高司令官に就任、その後、軍事政権時代に失われつつあった「スラクの真の教え」を元にバルカンを立て直すことに尽力する。
  - TOS第34話「バルカン星人の秘密」にも、年を重ねた彼女が登場している。
- ヴラー大使（ENT）
  - 22世紀中頃までマザール星大使を務めた外交官。マザールの汚職を法廷で暴くために、あえて汚名を着て職権乱用及び違法行為の罪を受け追放される。
  - バルカンの文化や習慣を客観的に見る事ができる人物。地球の文化・習慣・礼儀も熟知しているだけではなく、冗談や応対までも地球人に合わせる事ができる。異種文化も尊重しバルカン人とは思えない程、社交的な人物でもある。（ENT第23話 "Fallen Hero" 「追放された者への祈り」）
- ヴェリック（ENT）
  - 2137年、タッカーに生物を教えた教師。（専門は異星人）
- メノス（ENT）[10]
  - 22世紀中頃のバルカン人。アガロンの指導者がバルカンとの同盟締結協議の際にバルカンに助けを求めた。100名以上のバルカン・エージェントが整形手術を受け、腐敗した政治組織に潜入した。最後には、彼らの働きでそこにいた犯罪組織を一掃するが、中には腐敗した政治組織に影響を受けて自らも犯罪に手を染めるエージェントも出た。メノスはその1人である。（ENT第33話"The Seventh"「封印された記憶」）
- トゥレス（ENT）
  - 22世紀中頃のバルカン人、トゥポルの母親。バルカン科学アカデミー (Vulcan Science Academy)の元教師、プジェム(P'Jem)＝修道院が破壊された後、首席大臣が解雇されバルカンの保安省がトゥポルを恨み、トゥポルの母親であるトゥレスに圧力をかけ退職するか解雇か選択させられ、トゥレスは退職する事を選択する。後にトゥポルの婚約者コスの手を介して渡されたイディックのペンダントから母トゥレスがシラナイトであることが分かる。若いトゥパウのブレーキ的な存在でもあり、トゥパウがアーチャーからスラクのカトラを取り出すためにアーチャーが死ぬ可能性のある手段を取ろうとした時には反対していた。また、タッカーにトゥポルへ思いは伝えるべきとアドバイスする等、同時代のバルカン人としては柔らかい人物として描かれていた。
  - ENT第84話 "Awakening" 「陰謀の嵐」で死亡する。
- トゥミア（ENT）[11]
  - 1957年に、地球初の人工衛星スプートニクを観測するため太陽系を訪れたバルカン科学調査船の副長。トゥポルの曾祖母に当たる。地球の軌道上で船に重大なトラブルが発生し、船がアメリカ合衆国ペンシルベニア州の田舎町カーボンクリーク郊外に墜落したため、初めて地球に上陸したバルカン人の1人となる。墜落の際に船長が死亡したことから、生存者たちの指揮をとった。当初は墜落地点付近で野営していたが、通常想定されている期間内に救助が来ず非常用食料が尽きたため、メストラルの提案で正体を隠してカーボンクリークの町に移動し、酒場のウェイトレスとして働いて日銭を稼いだ。地球人を暴力的で自滅寸前の種族と看做し嫌悪していたが、酒場の女主人マギーの高校生の息子ジャックが天文学や数学、瞑想などの精神鍛錬法を熱心に学んでいることを知り、次第に地球人への印象を変化させていく。郡で最も優秀な成績を修めたジャックが学費を用意出来ず大学進学を諦めて働くつもりだと聞くに至り、バルカン探査船の装備品に付いていたマジックテープを自ら発明したのだと地球人の企業に売り、得た多額の金をこっそりジャックの学費として寄付した。カーボンクリークに数ヶ月滞在した後、救助に来たバルカンに回収され地球を去った。メストラルとは文化汚染に対する考え方の違いから対立していたが、結局地球に残留を希望する彼のため、救助に来た上官には「メストラルは墜落時に死亡した」と虚偽の報告をした。地球で購入しバルカンに持ち帰った布製のバッグは、200年を経てトゥポルに受け継がれている。
- メストラル（ENT）
  - 1957年に、地球初の人工衛星スプートニクを観測するため太陽系を訪れたバルカン科学調査船の乗員。当時のバルカン人には珍しく非常に柔軟な思考の持ち主で適応力も高く、カーボンクリークの住人たちにすんなり溶け込んだ。野球やテレビなどの文化に強く惹かれると同時に地球人に好印象を抱き、逆に悪印象を抱いているトゥミアに対し「もっと注意深く観察すればそんな結論にはならないはずだ」と反論した。「地球人から学ぶことは沢山ある」として帰還を拒否、その後の一生を地球で過ごした。バルカンの公式記録では、墜落時に船長と共に死亡したことになっている。
  - PICシーズン3第6話に、彼の名を冠した連邦宇宙艦エクセルシオールII級U.S.S.メストラル NCC-42027が登場する。
- ストラン（ENT）
  - 地球暦1957年に、地球初の人工衛星スプートニクを観測するため太陽系を訪れたバルカン科学調査船の乗員。カーボンクリークでは配管工として働いた。本業はワープフィールド・エンジニア。地球人に嫌悪感を抱いていたがいかにも生真面目なバルカン人らしく、救助船の到着日時が分かり仕事を辞めた後も「約束したから」と言って律儀にギャレット夫人宅台所の水漏れを修理しに行っていた。髪型が「三ばか大将（原題はThe Three Stooges）」のリーダー、モー・ハワード（Moe Howard）に酷似していたため、ギャレット夫人の息子からしつこく「モー（Moe）」と呼ばれて憤慨した。救助船到着時にトゥミアと共に地球を去った。文化汚染の危険を省みないメストラルの言動に批判的だったが、彼の希望を叶えるためトゥミアが救助チームに虚偽の報告をするのを黙認した。
- ソロック（『スタートレック:ディープ・スペース・ナイン（DS9）』）
  - 惑星連邦宇宙艦隊の大佐。ネビュラ級U.S.S.トゥカンブラの艦長。感情を制御する術を持たない（ソロックはそれを「ハンディキャップ」と看做していた）他の種族、特に地球人よりもバルカン人は優秀であると信じており、自身の指揮する宇宙船のクルーは全員バルカン人で固めている。他種族との勝負事に勝ち相手が悔しがる様を見る事に愉悦を感じ、またその勝利を繰り返しひけらかす事で優越感を得るという、バルカン人には珍しく非常に歪んだ性格をしている。しかし指揮官としては優秀で、ドミニオン戦争中は艦の修理等で後方に下がる事なく半年間も前線に留まって戦い続けた。また、クリストファー・パイク栄誉勲章を2度も受勲している。DS9のベンジャミン・シスコ司令官とは艦隊アカデミーの同期だが、バーでのレスリング勝負に端を発する因縁で20年来の確執がある。
- トゥリナ（DSC）
  - 3189年時点での、バルカンとロミュランが統合されたニバー星の大統領。惑星連邦への再加盟を実現する。

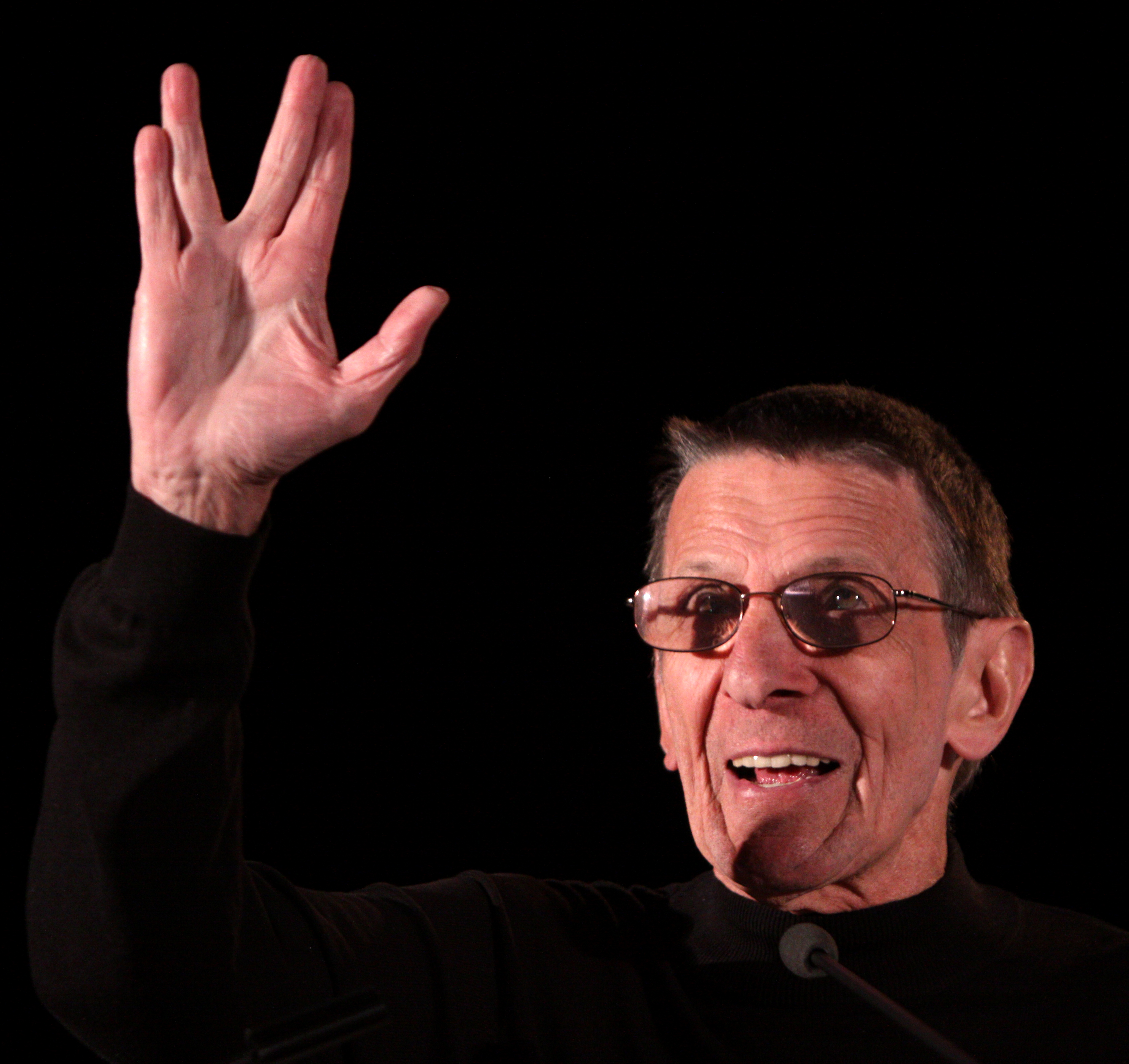
レナード・ニモイによるバルカンサルート。
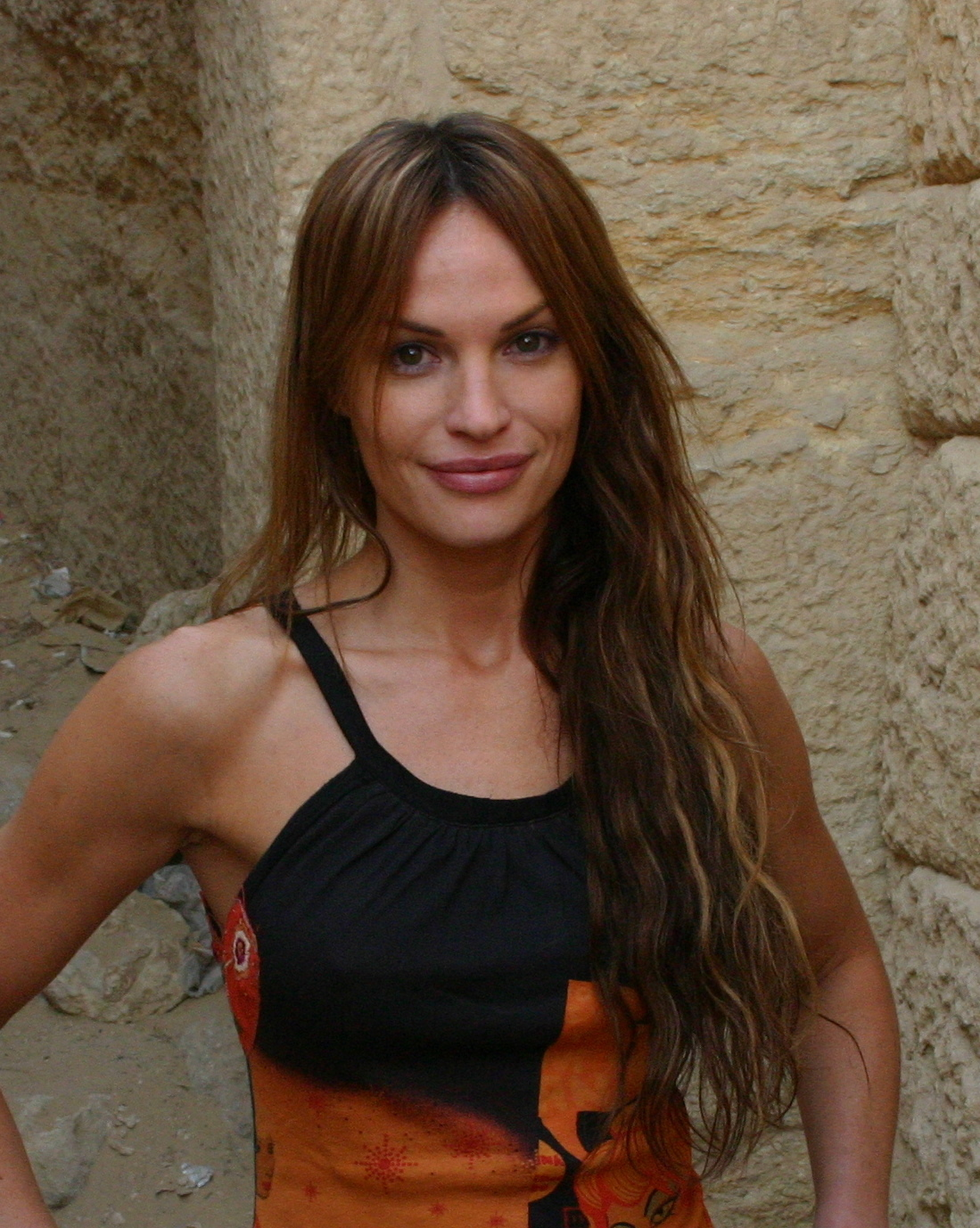
トゥポル役のジョリーン・ブレイロック .
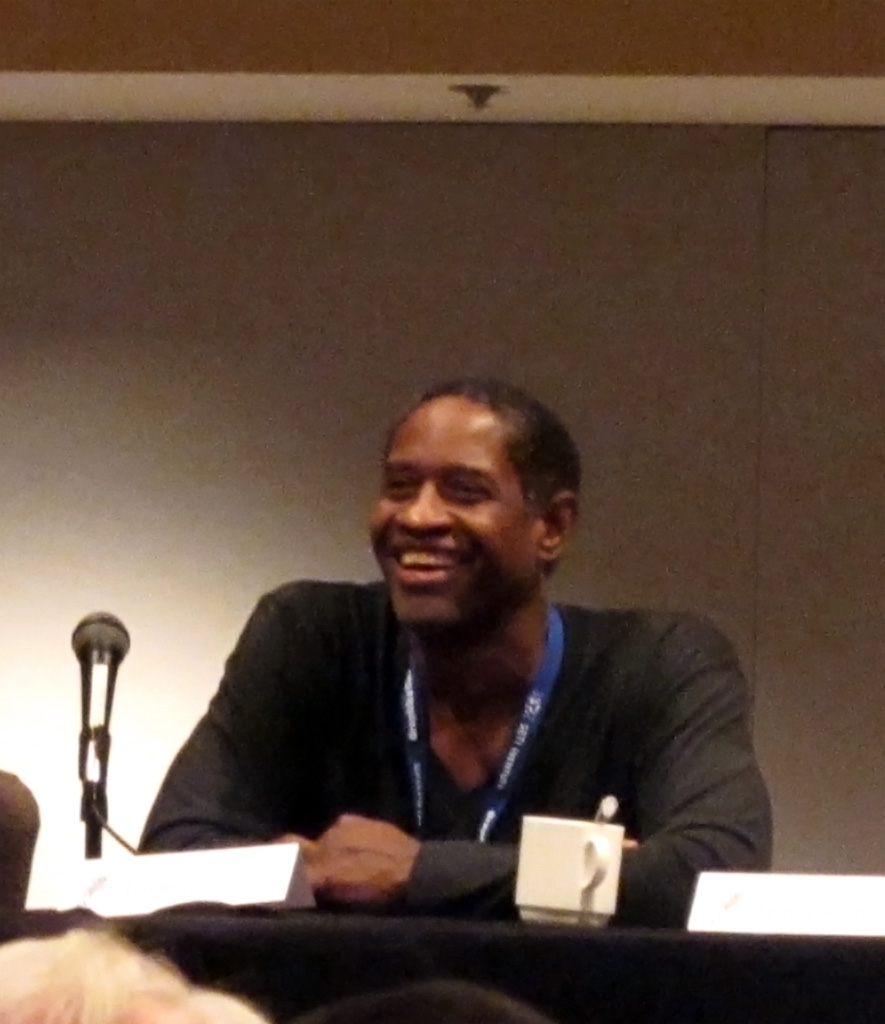
トゥヴォックを演じたティム・ルス
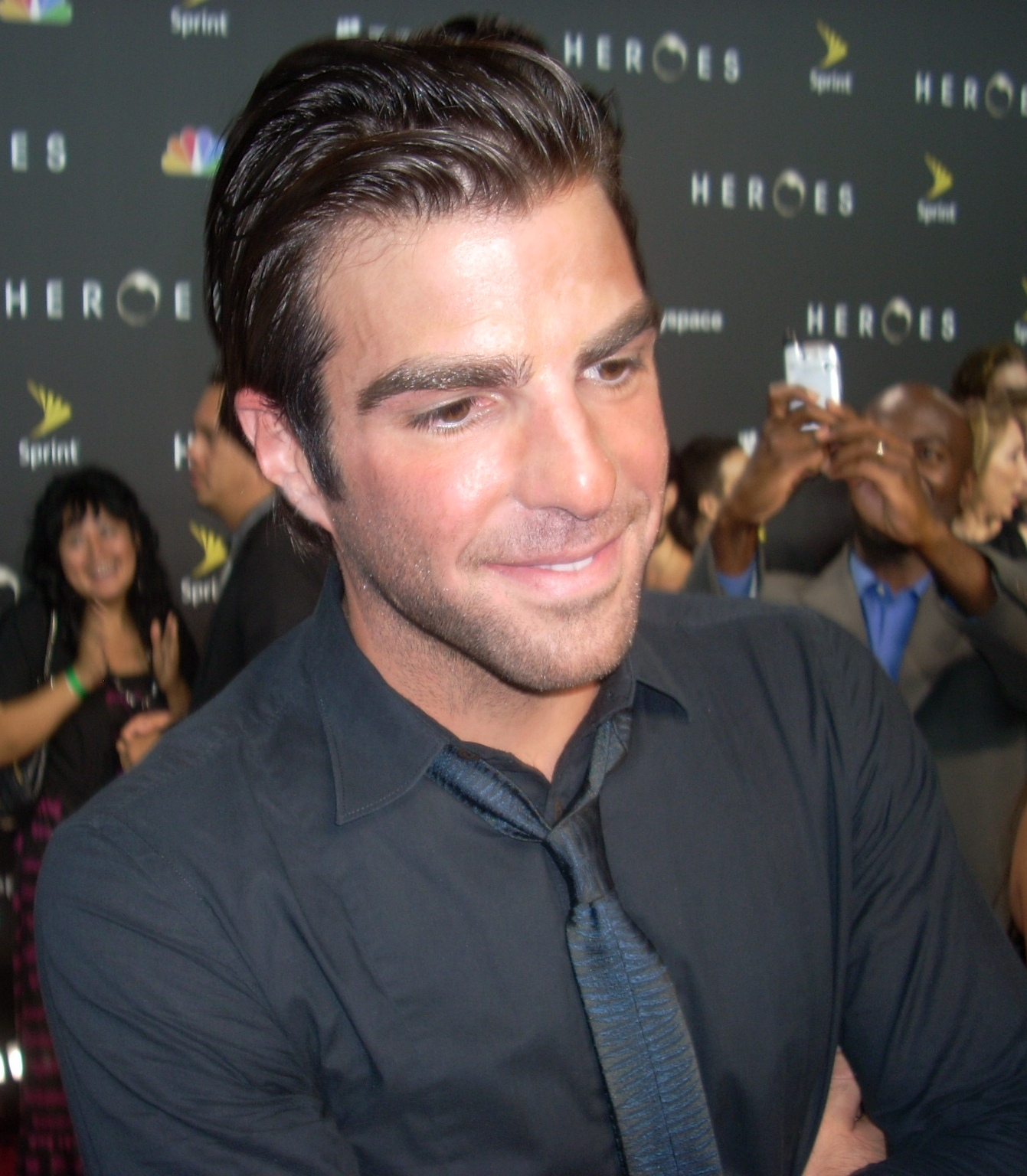
映画11作目以降の若いスポックを演じるザカリー・クイント。